# IC 2950
IC 2950 је спирална галаксија у сазвјежђу Велики медвјед која се налази на листи објеката дубоког неба у Индекс каталогу.
Деклинација објекта је + 37° 59' 33" а ректасцензија 11h 41m 37,8s. Привидна величина (магнитуда) објекта IC 2950 износи 14,2 а фотографска магнитуда 14,9. IC 2950 је још познат и под ознакама MK 638, CGCG 186-26, NPM1G +38.0233, KUG 1138+382, PGC 36287.